# Cratere Gaheris
Gaheris è un cratere sulla superficie di Mimas.